# Kleine Halt
Il Kleine Halt  è una montagna di 2 116 m s.l.m. nella catena del Wilder Kaiser, nelle Alpi Calcaree Nordtirolesi del Tirolo. È una delle montagne più famose per le scalate nel Wilder Kaiser.

## Geografia
La Kleine Halt si trova a nord del Gamshalt o Ellmauer Halt, il che la rende la parte più settentrionale dell'Haltstock. Digrada ripidamente su tutti i lati, tranne che sul versante meridionale, che forma una cresta che conduce alla ripida salita verso il Gamshalt a sud. La parete nord-occidentale, lastricata, alta 900 metri, è la parete rocciosa più alta dei Monti del Kaiser e ospita numerose vie di arrampicata ben note. La cima appartiene al comune di Kufstein. La casa di Anton Karg e la casa di Hans Berger sul versante nord-occidentale della valle Kaisertal sono i campi base per la scalata di questa montagna. La montagna fu scalata per la prima volta da A. Bonnet e J. Schlechter (noto come Mallhansl) il 14 luglio 1880, durante una discesa dall'Ellmauer Halt. La Kleiner Halt si trova sul margine nord-occidentale del Totensessel (1 745 metri). Fu scalata per la prima volta da Georg Winkler e Alois Zott nel 1886.

## Alpinismo
Il modo più semplice per raggiungere la vetta è attraverso una via ferrata, la Kaiserschützensteig. Ha un grado di difficoltà B/C e I+ e diversi tratti richiedono sforzo fisico. È lunga, faticosa e tecnicamente impegnativa. È considerevolmente meno protetta delle normali vie ferrate ed è esposta (lunghi passaggi, anche su terreno ripido, senza cavi metallici e solo raramente con barre di ferro). Inoltre, l'avvicinamento è considerevole e il dislivello dalla profonda valle Kaisertal è notevole. I punti di partenza sono l'Anton-Karg-Haus e l' Hans-Berger-Haus. La Kaiserschützensteig offre uno scenario magnifico e attraversa tutte e tre le cime dell'Haltstock: Kleine Halt, Gamshalt ed Ellmauer Halt. Kleine Halt e Gamshalt possono anche essere aggirate (in entrambi i casi c'è una diramazione con un percorso di diramazione per la vetta). Offre viste impressionanti. La salita richiede ben tre ore dall'attacco (Oberer Scharlinger Boden) senza deviazioni verso le cime di Kleiner Halt e Gamshalt, con queste ultime che aggiungono circa 1,5 ore di cammino. L'accesso all'attacco dalla Hans-Berger-Haus richiede 1,5 ore, oppure dal rifugio Gruttenhütte tramite la Forcella Rossa del Rinn in 2,5 ore. Sono richiesti passo sicuro, assenza di vertigini e capacità di arrampicata, oltre a casco, set da ferrata e imbracatura. Ottima segnaletica:
- Accesso dall'Oberer Scharlinger Boden alla cima del Kleine Halt: seguire il sentiero Kaiserschützensteig, che si dirama dal sentiero segnalato che conduce dalla valle Kaisertal alla sella Rote-Rinn-Scharte sul versante est dell'Oberer Scharlinger Boden . Inizialmente, il percorso sale sulla cresta Vorbei prima che la via ferrata continui su e giù verso sinistra nel canalone verde. Questo sentiero prosegue in salita senza attrezzature di sicurezza fino alla sua estremità superiore, dove si dirama il sentiero per la cima del Kleine Halt. In parte senza attrezzature di sicurezza, il percorso sale alla cresta (I) e attraverso questa fino alla croce di vetta con un libro. Il tempo necessario dall'Oberer Scharlinger Boden è di circa 1,5 ore.
- Accesso dalla cima dell'Ellmauer Halt alla cima del Kleine Halt: seguire il sentiero Kaiserschützensteig, che inizia sotto la croce di vetta dell'Ellmauer Halt, inizialmente in leggera discesa verso nord, poi seguendo la cresta nord sul versante ovest verso Gamshalt. Prima di raggiungere la cima, scendere attraverso la conca verde senza alcuna attrezzatura di sicurezza, prima di svoltare a destra (versante ovest) e attraversare la struttura sommitale del Gamshalt, scendendo nel canalone verde fino al bivio con la cima del Kleine Halt. Da lì, proseguire come sopra. Il sentiero dura circa due ore. Si prega di notare che il sentiero Kaiserschützensteig è più difficile da percorrere in discesa rispetto alla salita.

Quasi tutte le principali vie di arrampicata attraversano la parete nord-occidentale della montagna, alta oltre 900 metri. Tra gli esempi più rappresentativi troviamo:
- Tour guidato Enzensperger (UIAA III–IV)
- Parete Nord-Ovest (UIAA VI-)
- Direttiva record (UIAA VI-)[1].